# Monte Coca
Monte Coca es un paraje de la provincia Hato Mayor, República Dominicana. Se encuentra ubicada en la sección Higüamo del distrito municipal Mata Palacio, al norte con el paraje Batey La Plaza; al sur con el paraje Batey Constancia; al este con el municipio Consuelo, separado por el río Maguá; y al oeste con el municipio Quisqueya, separado por el río Higuamo. Estos dos últimos municipios pertenecientes a la provincia San Pedro de Macorís.
Pasó a ser parte del distrito municipal de Mata Palacio cuando este último fue elevado de sección a la categoría de distrito municipal, el 7 de septiembre del año 2000.